# Wojciech Szczęsny
Pour les articles homonymes, voir Szczesny.
 Wojciech Szczęsny, né le 18 avril 1990 à Varsovie en Pologne, est un footballeur international polonais qui évolue au poste de gardien de but au FC Barcelone.

## Carrière

### En club
Son père, Maciej Szczęsny, a également été international polonais dans les années 1990.

#### Débuts à Arsenal (2006-2009)
Arrivé à Arsenal en 2006, Wojciech Szczęsny intègre les équipes de jeunes du club londonien puis l'équipe réserve un an plus tard. Régulièrement titularisé par son entraîneur, Szczęsny se brise les deux mains le 11 novembre 2008 lors d'une séance d'entraînement, et doit être écarté des terrains durant six mois. Le 22 septembre 2009, Szczęsny dispute son premier match officiel avec l'équipe première d'Arsenal en League Cup contre West Bromwich Albion (2-0). Pour ses débuts, le jeune gardien garde sa cage inviolée et réalise dans l'ensemble un bon match.

#### Prêt à Brentford (2009-2010)
Quatrième gardien des Gunners, il est prêté le 20 novembre de la même année d'abord pour un mois au Brentford Football Club, club de troisième division. Un jour plus tard, il dispute sa première rencontre avec sa nouvelle équipe, contre Walsall (match nul 1-1). Le 24 novembre, il s'illustre en arrêtant le pénalty de Matt Harrold, ce qui n'empêche cependant pas son club de s'incliner contre Wycombe. Son prêt est finalement prolongé jusqu'à la fin de la saison et il prend part à 28 rencontres de championnat.

#### Retour à Arsenal où il s'impose (2010-2015)

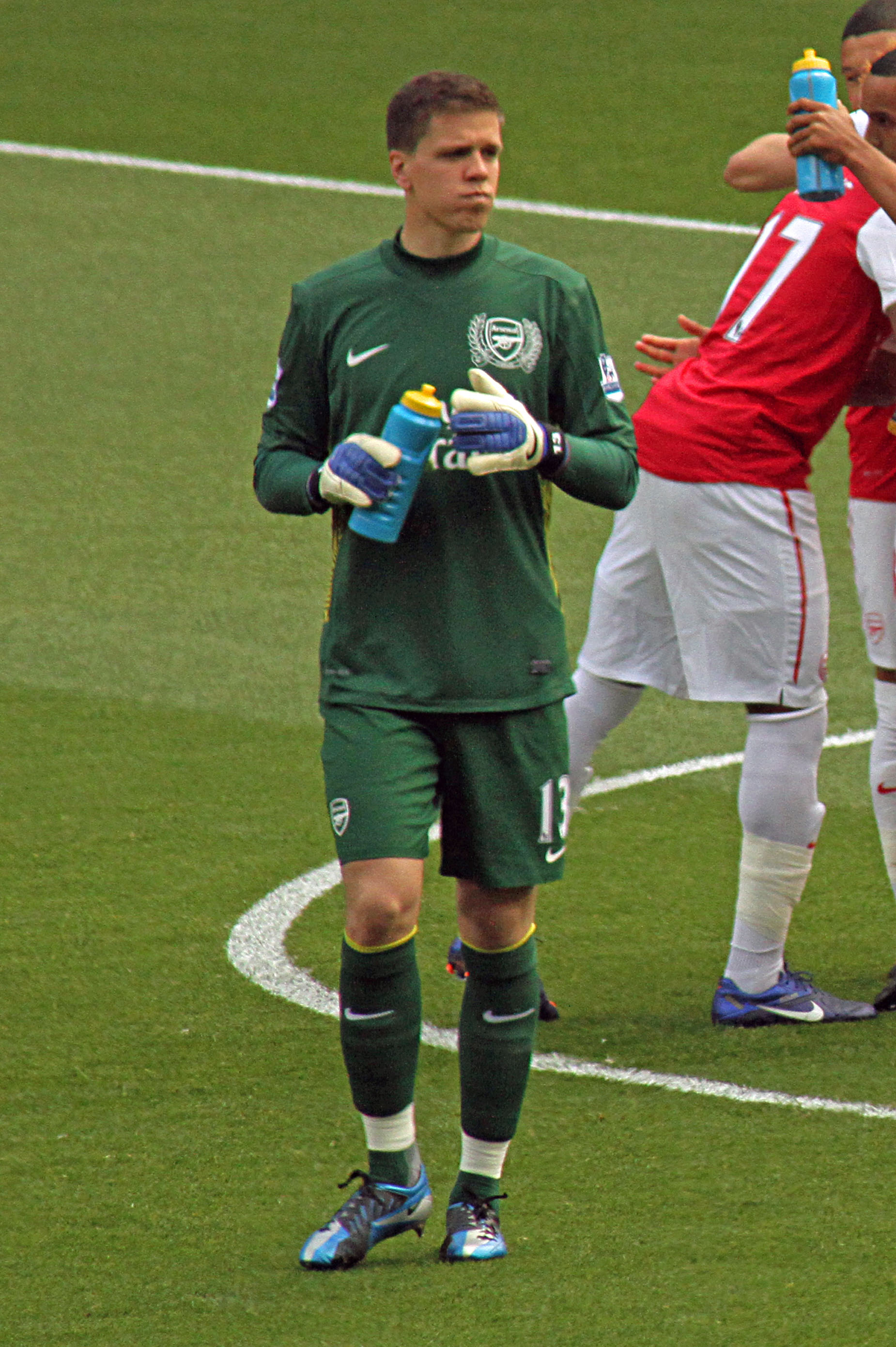
Sous les couleurs d'Arsenal en 2012

Le 13 décembre 2010, il débute en Premier League lors de la 17e journée face à Manchester United (défaite 0-1), devenant ainsi le plus jeune gardien aligné par Arsenal en championnat. Arsène Wenger en fait un titulaire en l'absence de son compatriote Łukasz Fabiański, blessé à l'épaule, Manuel Almunia étant réduit au rôle de remplaçant. Szczęsny participe par la suite au huitième de finale aller de la Ligue des champions contre le FC Barcelone, où il s'illustre par quelques parades qui contribuent au succès d'Arsenal 2-1 sur sa pelouse.
Le 27 février 2011, lors de la finale de la League Cup contre Birmingham, une mésentente avec son coéquipier Laurent Koscielny dans le temps additionnel permet à Obafemi Martins de marquer l'ultime but du match, ce qui engendre la défaite d'Arsenal (2-1).
Le 8 mars 2011, il se blesse au doigt lors du huitième de finale retour de la Ligue des champions disputé contre le FC Barcelone (défaite 3-1) et selon Arsène Wenger, il risque d'être absent six semaines. Sa blessure entraîne une pénurie de gardiens à Arsenal, ce qui conduit Jens Lehmann, ancien gardien du club alors âgé de 41 ans, à sortir provisoirement de sa retraite pour suppléer Manuel Almunia.
Cependant, Szczęsny se remet de sa blessure plus rapidement que prévu et retrouve sa place de titulaire le 17 avril contre Liverpool (1-1). Quelques jours plus tard, Arsenal concède le nul sur le terrain du rival Tottenham (3-3) et subit sa première défaite en championnat depuis le mois de décembre à Bolton (1-2) malgré l'arrêt d'un pénalty par Szczęsny, anéantissant les espoirs de titre des Gunners.
Lors saison 2011-2012, Szczęsny hérite du numéro 13 laissé libre par Jens Lehmann. Cette saison marque un tournant dans la carrière du gardien polonais qui prend part à l'intégralité des 38 rencontres de Premier League.
Avec le départ de Manuel Almunia laissé libre par le club pendant le mercato estival de 2012, il hérite du no 1 et confirme qu'il est un élément incontournable au sein du club. Néanmoins, il se blesse et peine à revenir. Son compatriote polonais, Łukasz Fabiański étant également blessé, c'est Vito Mannone, troisième gardien du club qui prend sa place. Malgré de brillantes performances, Szczęsny regagne sa place de titulaire. Au mois de mars, Fabianski s'est remis de ses blessures ce qui le met sur le banc pour 5 matchs dont 4 de Premier League. Szczęsny réagit parfaitement au choix de son coach et finit la saison titulaire en enchaînant plusieurs bonnes performances.
Adepte de la cigarette, il en allume une dans le vestiaire d'Arsenal à l'issue d'une défaite en 2015. L'entraîneur Arsène Wenger l'apprend, sanctionne le Polonais d'une amende et le remplace dans les buts par David Ospina. Celui-ci se révélant performant, il est maintenu dans les buts et Szczęsny ne rejoue plus sous le maillot londonien,.

#### Départ à l'AS Rome en prêt (2015-2017)
Le 29 juillet 2015, Szczęsny est prêté pour une saison à l'AS Rome.
Le 22 août 2015, Szczęsny joue son premier match de la saison lors de la première journée de Serie A contre le Hellas Vérone.
Lors de la deuxième journée de Serie A, Szczesny effectue un arrêt important et fantastique à la 93e minute lors du choc face à la Juventus et permet à son équipe de remporter le match (victoire 2-1).

#### La Juventus, son dernier club en Italie (2017-2024)

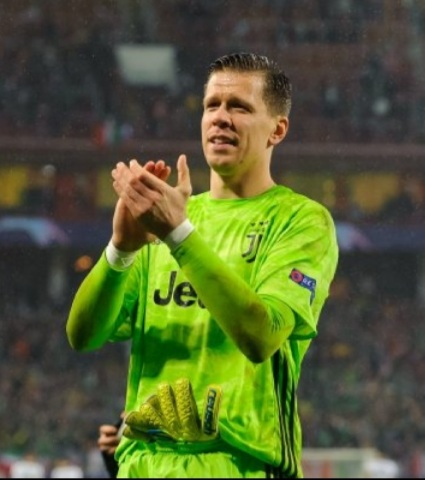
Avec la Juventus en 2019

Le 19 juillet 2017, Szczęsny signe au club piémontais jusqu'en 2021 pour une somme de 12 millions d'euros, plus bonus et choisit le numéro 23. À son arrivée, il est deuxième dans la hiérarchie des gardiens du club derrière Gianluigi Buffon mais peut envisager de succéder au gardien italien à l'issue de la saison, le départ de Buffon en fin de saison 2017-2018 étant pressenti. Szczęsny est promu titulaire avec le départ de Buffon un an plus tard et il récupère le numéro 1.
Le 11 février 2020, il prolonge son contrat de trois ans.
En août 2024, alors que la Juventus a recruté Michele Di Gregorio, Szczęsny quitte officiellement le club turinois « d'un commun accord » avec lui. Sur 252 rencontres disputées par le gardien polonais sous les couleurs bianconeri, 103 l'ont été sans encaisser de but. Deux semaines plus tard, il annonce arrêter sa carrière de footballeur.

#### FC Barcelone (2024-)
Alors que le FC Barcelone est privé pour plusieurs mois à partir de septembre 2024 de son gardien titulaire Marc-André ter Stegen, Wojciech Szczęsny est sollicité par le club catalan et notamment son coéquipier en sélection polonaise, Robert Lewandowski, pour sortir de sa retraite. Au début du mois d'octobre, Szczęsny signe officiellement un contrat pour le reste de la saison avec le Barça. Ce nouveau contrat implique pour le gardien polonais, payé trois millions d'euros bruts la saison, de rembourser 2 millions d'euros à la Juventus.
Il réalise une prestation laborieuse le 21 janvier 2025 dans le cadre de la phase de groupes de Ligue des Champions sur la pelouse du Benfica Lisbonne. Lors d'une sortie en dehors de sa surface non-maîtrisée, il percute son coéquipier Alejandro Balde et permet à Vangelis Pavlidis de filer au but. Six minutes plus tard, il fauche Kerem Aktürkoğlu et concède un penalty. Transformé par Pavlidis, les Portugais mènent alors 3-1. Malgré tout, les Barcelonais s'imposent (victoire 4-5).
Il enchaîne cependant une série de 22 matchs sans défaite, avec notamment une victoire 5-2 contre le Real Madrid en finale de la Supercoupe d'Espagne. Il est exclu pour une faute sur Kylian Mbappé en dehors de la surface mais le FC Barcelone s'impose tout de même. Il réalise une performance exceptionnelle le 5 mars 2025, lors du huitième de finale aller de la Ligue des champions contre le Benfica. Réduits à dix dès la 22e minute de jeu à la suite du carton rouge du défenseur Pau Cubarsí, Szczęsny permet à son équipe de ne pas prendre de but en effectuant huit arrêts. Le Barça s'impose finalement 1-0 à la suite d'un but de Raphinha. Sa série de rencontres sans défaite s'arrête le 15 avril à la suite de la rencontre de quart de finale retour de Ligue des champions perdue contre le Borussia Dortmund (3-1). Le club catalan se qualifie néanmoins pour les demi-finales où il est éliminé par l'Inter Milan. Szczęsny remporte avec le Barça le triplé coupe-championnat-supercoupe d'Espagne.
À l'intersaison, alors que ter Stegen est de retour de blessure et que le club catalan recrute Joan García, Szczęsny prolonge son contrat de deux saisons avec le FC Barcelone avec comme rôle envisagé celui de suppléant de García.

### En sélection
Szczęsny évolue en 2009 avec l'équipe de Pologne espoirs lors de matches comptant pour les éliminatoires de l'Euro 2011. Il est également sélectionné dans le groupe de réserve de l'équipe polonaise par Leo Beenhakker la même année pour les matches qualificatifs à la Coupe du monde 2010 contre l'Irlande du Nord et la Slovénie.
En novembre 2009, le nouveau sélectionneur Franciszek Smuda sélectionne Szczęsny pour les matchs amicaux face à la Roumanie et au Canada. Szczęsny honore sa première sélection face au Canada le 18, remplaçant à la mi-temps Tomasz Kuszczak.
Sélectionné pour l'Euro 2012 en tant que gardien titulaire, Szczęsny écope d'un carton rouge lors du match d'ouverture de la compétition face à la Grèce le 8 juin 2012 (1-1).
Le 30 mai 2016 il est officiellement nommé par Adam Nawałka et fait partie de la liste des 23 joueurs polonais sélectionnés pour disputer l'Euro 2016.
Le 4 juin 2018, il est sélectionné par Adam Nawałka pour participer à la Coupe du monde 2018.
Il est retenu par le sélectionneur Paulo Sousa pour disputer l'Euro 2020,.
Le 10 novembre 2022, il est sélectionné par Czesław Michniewicz pour participer à la Coupe du monde 2022. Point fort de son équipe lors de la phase de poules,, il contribue à obtenir la qualification pour les huitièmes de finale où la Pologne est éliminée par la France (3-1).
En mai 2024, il figure dans une liste élargie de 29 joueurs appelés par Michał Probierz pour l'Euro 2024 puis il fait partie de la liste définitive de 26 joueurs publiée le 7 juin,.

## Statistiques

### En club
| Saison                | Club                  | Championnat           | Championnat | Championnat | Coupe nationale | Coupe nationale | Coupe de la Ligue | Coupe de la Ligue | Supercoupe | Supercoupe | Compétition(s) continentale(s) | Compétition(s) continentale(s) | Compétition(s) continentale(s) | Pologne | Pologne | Total | Total |
| Saison                | Club                  | Division              | M.          | B.          | M.              | B.              | M.                | B.                | M.         | B.         | Comp.                          | M.                             | B.                             | M.      | B.      | M.    | B.    |
| 2009-2010             | Brentford FC (prêt)   | League One            | 28          | 0           | -               | -               | -                 | -                 | -          | -          | -                              | -                              | -                              | -       | -       | 28    | 0     |
| 2009-2010             | Arsenal FC            | Premier League        | 0           | 0           | 0               | 0               | 1                 | 0                 | -          | -          | C1                             | 0                              | 0                              | 1       | 0       | 2     | 0     |
| 2010-2011             | Arsenal FC            | Premier League        | 15          | 0           | 2               | 0               | 5                 | 0                 | -          | -          | C1                             | 2                              | 0                              | 3       | 0       | 27    | 0     |
| 2011-2012             | Arsenal FC            | Premier League        | 38          | 0           | 1               | 0               | 0                 | 0                 | -          | -          | C1                             | 9                              | 0                              | 7       | 0       | 55    | 0     |
| 2012-2013             | Arsenal FC            | Premier League        | 25          | 0           | 4               | 0               | 1                 | 0                 | -          | -          | C1                             | 3                              | 0                              | 2       | 0       | 35    | 0     |
| 2013-2014             | Arsenal FC            | Premier League        | 37          | 0           | 0               | 0               | 0                 | 0                 | -          | -          | C1                             | 9                              | 0                              | 5       | 0       | 51    | 0     |
| 2014-2015             | Arsenal FC            | Premier League        | 17          | 0           | 5               | 0               | 0                 | 0                 | 1          | 0          | C1                             | 6                              | 0                              | 5       | 0       | 34    | 0     |
| Sous-total            | Sous-total            | Sous-total            | 132         | 0           | 12              | 0               | 7                 | 0                 | 1          | 0          | -                              | 29                             | 0                              | 23      | 0       | 204   | 0     |
| 2015-2016             | AS Rome (prêt)        | Serie A               | 34          | 0           | 0               | 0               | -                 | -                 | -          | -          | C1                             | 8                              | 0                              | 4       | 0       | 46    | 0     |
| 2016-2017             | AS Rome (prêt)        | Serie A               | 38          | 0           | 0               | 0               | -                 | -                 | -          | -          | C1                             | 1                              | 0                              | 2       | 0       | 41    | 0     |
| Sous-total            | Sous-total            | Sous-total            | 72          | 0           | 0               | 0               | -                 | -                 | -          | -          | -                              | 9                              | 0                              | 6       | 0       | 87    | 0     |
| 2017-2018             | Juventus FC           | Serie A               | 17          | 0           | 2               | 0               | -                 | -                 | -          | -          | C1                             | 2                              | 0                              | 9       | 0       | 30    | 0     |
| 2018-2019             | Juventus FC           | Serie A               | 28          | 0           | 2               | 0               | -                 | -                 | 1          | 0          | C1                             | 10                             | 0                              | 2       | 0       | 43    | 0     |
| 2019-2020             | Juventus FC           | Serie A               | 29          | 0           | 0               | 0               | -                 | -                 | 1          | 0          | C1                             | 7                              | 0                              | 4       | 0       | 41    | 0     |
| 2020-2021             | Juventus FC           | Serie A               | 30          | 0           | 0               | 0               | -                 | -                 | 1          | 0          | C1                             | 7                              | 0                              | 12      | 0       | 50    | 0     |
| 2021-2022             | Juventus FC           | Serie A               | 33          | 0           | 0               | 0               | -                 | -                 | 0          | 0          | C1                             | 7                              | 0                              | 8       | 0       | 48    | 0     |
| 2022-2023             | Juventus FC           | Serie A               | 28          | 0           | -               | -               | -                 | -                 | -          | -          | C1+C3                          | 4+8                            | 0                              | 10      | 0       | 50    | 0     |
| 2023-2024             | Juventus FC           | Serie A               | 35          | 0           | -               | -               | -                 | -                 | -          | -          | -                              | -                              | -                              | 10      | 0       | 45    | 0     |
| Sous-total            | Sous-total            | Sous-total            | 200         | 0           | 4               | 0               | -                 | -                 | 3          | 0          | -                              | 45                             | 0                              | 55      | 0       | 307   | 0     |
| 2024-2025             | FC Barcelone          | Liga                  | 15          | 0           | 5               | 0               | -                 | -                 | 2          | 0          | C1                             | 8                              | 0                              | -       | -       | 30    | 0     |
| 2025-2026             | FC Barcelone          | Liga                  | -           | -           | -               | -               | -                 | -                 | -          | -          | C1                             | -                              | -                              | -       | -       | 0     | 0     |
| Sous-total            | Sous-total            | Sous-total            | 15          | 0           | 5               | 0               | -                 | -                 | 2          | 0          | -                              | 8                              | 0                              | -       | -       | 30    | 0     |
| Total sur la carrière | Total sur la carrière | Total sur la carrière | 447         | 0           | 21              | 0               | 7                 | 0                 | 6          | 0          | -                              | 91                             | 0                              | 84      | 0       | 656   | 0     |

## Palmarès

### Club
Avec Arsenal FC 
- FA Cup (1) :
  - Vainqueur : 2015
- Community Shield (1) :
  - Vainqueur : 2014
- League Cup :
  - Finaliste : 2011

Avec la Juventus FC 
- Championnat d'Italie (3) :
  - Champion : 2018, 2019 et 2020
- Coupe d'Italie (3) :
  - Vainqueur : 2018, 2021 et 2024
  - Finaliste : 2020
- Supercoupe d'Italie (2) :
  - Vainqueur : 2018 et 2020
  - Finaliste : 2019

Avec le FC Barcelone 
- Championnat d'Espagne (1)
  - Champion : 2025
- Coupe d'Espagne (1) :
  - Vainqueur : 2025
- Supercoupe d'Espagne (1) :
  - Vainqueur : 2025

### Distinctions personnelles
- Meilleur gardien de Premier League en 2014[33]
- Meilleur gardien de but de l'année de Serie A en 2020[34]